# Banaroo
Banaroo foi uma grupo alemão de bubblegum dance. A primeira formação do grupo consistiu em Robert "Bobby" dessauvagie, Vittorio "Vito" Magro, Stefanie "Steffy" Dreyer e Kathrin "Cat" Geißler em 2005 até ao encerramento em 2008. Em 2013, o grupo foi relançado com novos membros, incluindo Doro Farkas, Laura Lupino, Alvin Philipps e Daniel Langer. O principal êxito do grupo foi a canção de 2005 "Dubi Dam Dam", do álbum Banaroo's World de grande notoriedade mundial.

## Discografia

### Álbum de estúdio
- 2005: Banaroo's World
- 2005: Christmas World
- 2006: Amazing
- 2007: Fly Away
- 2007: The Best Of Banaroo
- 2013: Bubblegum World

### Singles
- "Dubi Dam Dam" (2005)
- "Space Cowboy" (2005)
- "Coming Home For Christmas" (2005)
- "Uh Mamma" (2006)
- "Sing and Move (La La La Laaaa)" (2006)
- "Ba Yonga Wamba" (2007)
- "I'll Fly Away" (2007)
- "Dubi Dam Dam 2013" (2013)
- "Space Cowboy 2013" (2013)[2]